# Paracoccus morobensis
Paracoccus morobensis är en insektsart som beskrevs av Williams och Watson 1988. Paracoccus morobensis ingår i släktet Paracoccus och familjen ullsköldlöss.
Artens utbredningsområde är Papua Nya Guinea. Inga underarter finns listade i Catalogue of Life.